# خونریزی دستگاه گوارشی فوقانی
خونریزی دستگاه گوارشی فوقانی در اثر صدمه و آسیب موضعی ایجاد می‌شود که سبب زخم مخاط دستگاه گوارش می‌شود. خونریزی‌های دستگاه گوارش (GIB) به دو دسته با منشأ فوقانی و تحتانی تقسیم می‌شوند. خونریزی‌هایی که در قسمت اثنی عشر به بالا رخ داده باشند، خون ریزی دستگاه گوارش فوقانی (UGIB) نامیده می‌شوند. اگر محل خونریزی از دوازدهه تا مقعد باشد خونریزی دستگاه گوارشی تحتانی (LGIB) گفته می‌شود.

## علایم
۱.استفراغ خون تقریباً تیره با موادی با زمینه قهوه‌ای که نشانه خونریزی قسمت فوقانی دستگاه گوارش است.
۲. مدفوع قیری و بدبو، این نوع مدفوع که ملنا نام دارد بر وجود خون حداقل به مدت ۱۴ ساعت در دستگاه گوارش دلالت می‌کند؛ لذا اغلب بر خونریزی دستگاه گوارش فوقانی دلالت دارد.
۳. وجود خون قرمز روشن در مدفوع که این تظاهر بیشتر مربوط به خونریزی قسمت تحتانی دستگاه گوارش است. اگر چه در خونریزی‌های وسیع دستگاه گوارش فوقانی نیز چنین تظاهری می‌تواند وجود داشته باشد.
۴. خونریزی مخفی گوارشی که در آزمایش‌های اختصاصی مربوط به مدفوع تشخیص داده می‌شود. این نوع خونریزی بیشتر نشانه تومورهای دستگاه گوارشی است که معمولاً با علائمی نظیر کاهش وزن و کم خونی مزمن همراه‌است. خون قرمز روشن در مدفوع که این تظاهر بیشتر مربوط به خونریزی قسمت تحتانی دستگاه گوارش است. اگرچه در خونریزی‌های وسیع دستگاه گوارش فوقانی نیز چنین تظاهری می‌تواند وجود داشته باشد.
۵. علائم کم خونی مانند خستگی زودرس، سیاهی رفتن چشم، درد قفسه سینه یا تنگی نفس.
۶. شوک و افت فشار خون: از دست دادن شدید خون (بیش از یک لیتر خون در ۲۴ ساعت) ممکن است سبب بروز علائم شوک شود.

## علل
بیماری‌هایی که موجب خونریزی گوارشی فوقانی می‌شوند عبارتند از:
زخم‌های معده و دوازدهه (PU)، واریسهای گوارشی (عمدتاً در اثر مشکلات کبدی و افزایش فشار عروق مربوط به آن ایجاد می‌شوند)، آسیبهای مخاط معده (گاستریت اروزیو) و اثنی عشر (دئودنیت)، بیماریهای التهابی مری (ازوفاژیت) و بدخیمی‌ها.
مصرف داروهای ضدالتهابی غیر استروئیدی (مانند آسپرین و بروفن) و الکل نیز می‌تواند باعث خونریزی گوارشی به خصوص در ناحیه معده شود.

## درمان
اگر خونریزی فعال یا شدید باشد، اولویت درمان با توقف خونریزی (معمولاً از طریق شستشوی معده ولی گاه با بالون یا تزریق وازوپرسین داخل واریس مری) و جبران آن (با تزریق سرم یا خون) متمرکز است. گاه به دلیل عدم توقف خونریزی، جراحی اورژانس ضروری است.
خونریزی گوارشی فوقانی به خصوص در موارد ناشی از پارگی واریس مری در بیماران سیروتیک گاه کشنده بوده و نیازمند درمان اورژانس است.
در موارد مزمن، باید بیماری زمینه مانند پپتیک اولسر درمان شود.